# Route nationale 92 (France)
Pour les articles homonymes, voir Route nationale 92.
La route nationale 92, ou RN 92, est une ancienne route nationale française reliant Valence à Saint-Julien-en-Genevois puis Romans-sur-Isère à Moirans.
En 2022, elle est déclassée sur l'intégralité de son parcours : D 92N dans la Drôme, D 1092 ou D 592 en Isère, D 992 dans l'Ain et en Haute-Savoie (hors troncs communs).

## Historique
La route nationale 92 est définie en 1824 « de Valence à Seissel [actuellement Seyssel] et Genève ». Elle succède à la route impériale 111 qui avait le même tracé.
À la suite de la réforme de 1972, une partie de la route nationale 92 est déclassée entre Les Abrets et Saint-Julien-en-Genevois. Elle devient la RD 592 en Isère et la RD 992 dans l'Ain et en Haute-Savoie. Les tronçons de Mons à Frangy sont repris par la RN 508, celui de Viry à Saint-Julien-en-Genevois par la RN 206 et celui de Saint-Julien-en-Genevois à la frontière suisse par la RN 201.
Le tronçon subsistant est alors limité au parcours de Valence à Voiron, Voiron – Les Abrets étant assuré par la route nationale 75 qui était en tronc commun. Ce tronçon est déclassé à la suite de la réforme de 2005 et devient RD 92N dans la Drôme et RD 1092 dans l'Isère.

## Rôle et trafic
La route est peu pratiquée de bout en bout, les automobilistes lui préférant souvent l'itinéraire autoroutier par Annecy, Chambéry et Grenoble ou par Lyon.

## Tracé

### De Valence à Romans-sur-Isère (N 532)
- Valence
- Bourg-lès-Valence
- Saint-Marcel-lès-Valence
- Bourg-de-Péage

### De Romans-sur-Isère à Moirans
- Romans-sur-Isère (km 16)
- Saint-Paul-lès-Romans
- Saint-Lattier (km 27)
- Saint-Hilaire-du-Rosier
- Saint-Marcellin (km 39)
- Têche
- Beaulieu
- Vinay (km 49)
- L'Albenc
- Tullins (km 64)
- Vourey
- Moirans (km 71)

### De Moirans à Genève
- Voiron D 592

Tronc commun avec la RN 75 jusqu'aux Abrets
- Les Abrets
- Chimilin
- Aoste
- Peyrieu D 992
- Belley
- Culoz
- Anglefort
- Seyssel (Ain)
- Seyssel (Haute-Savoie)
- Mons, commune de Vanzy D 1508
- Frangy D 992
- Viry D 1206
- Saint-Julien-en-Genevois D 1201